# Dipsacus strigosus
Dipsacus strigosus là một loài thực vật có hoa trong họ Kim ngân. Loài này được Willd. ex Roem. & Schult. mô tả khoa học đầu tiên năm 1818.

## Hình ảnh

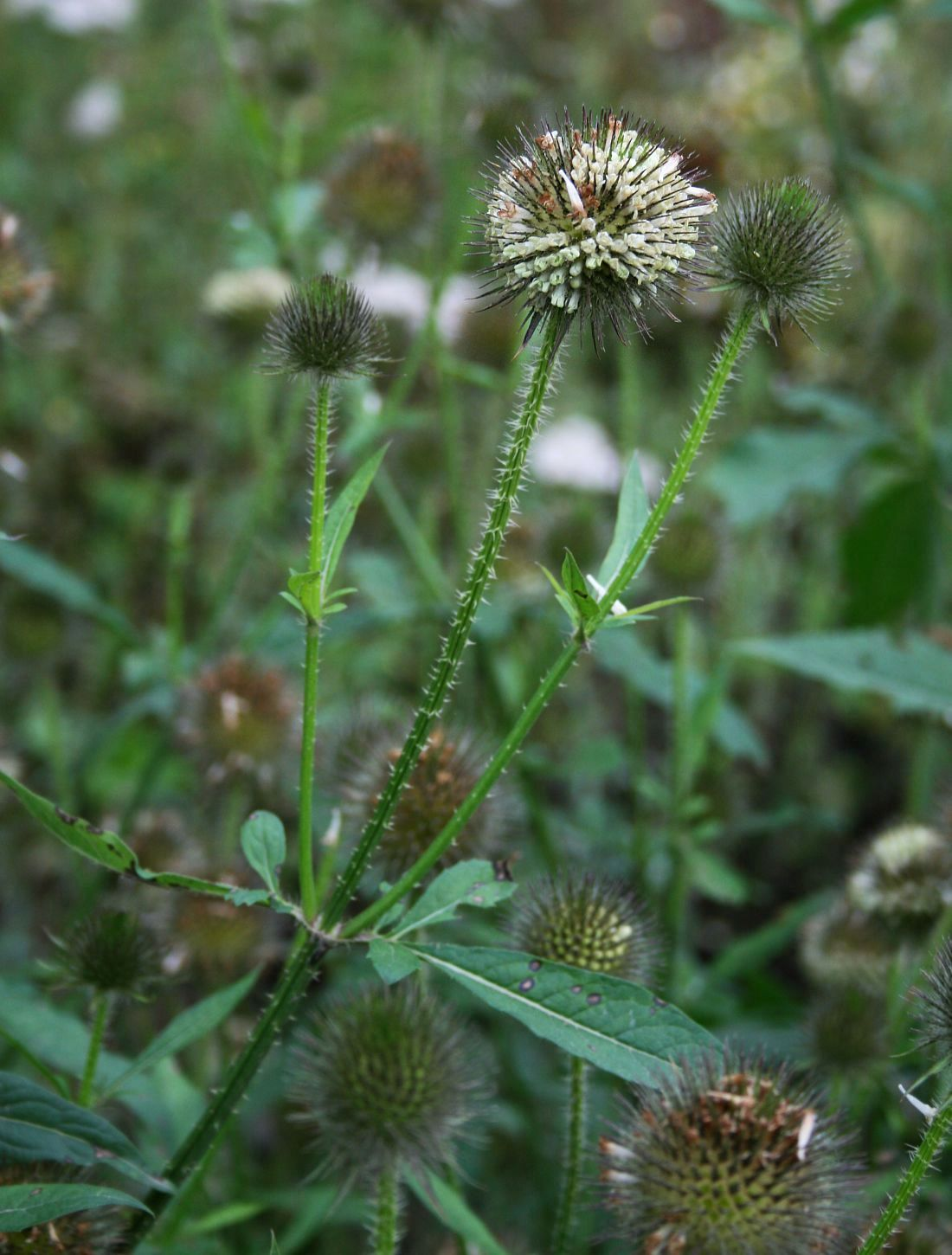
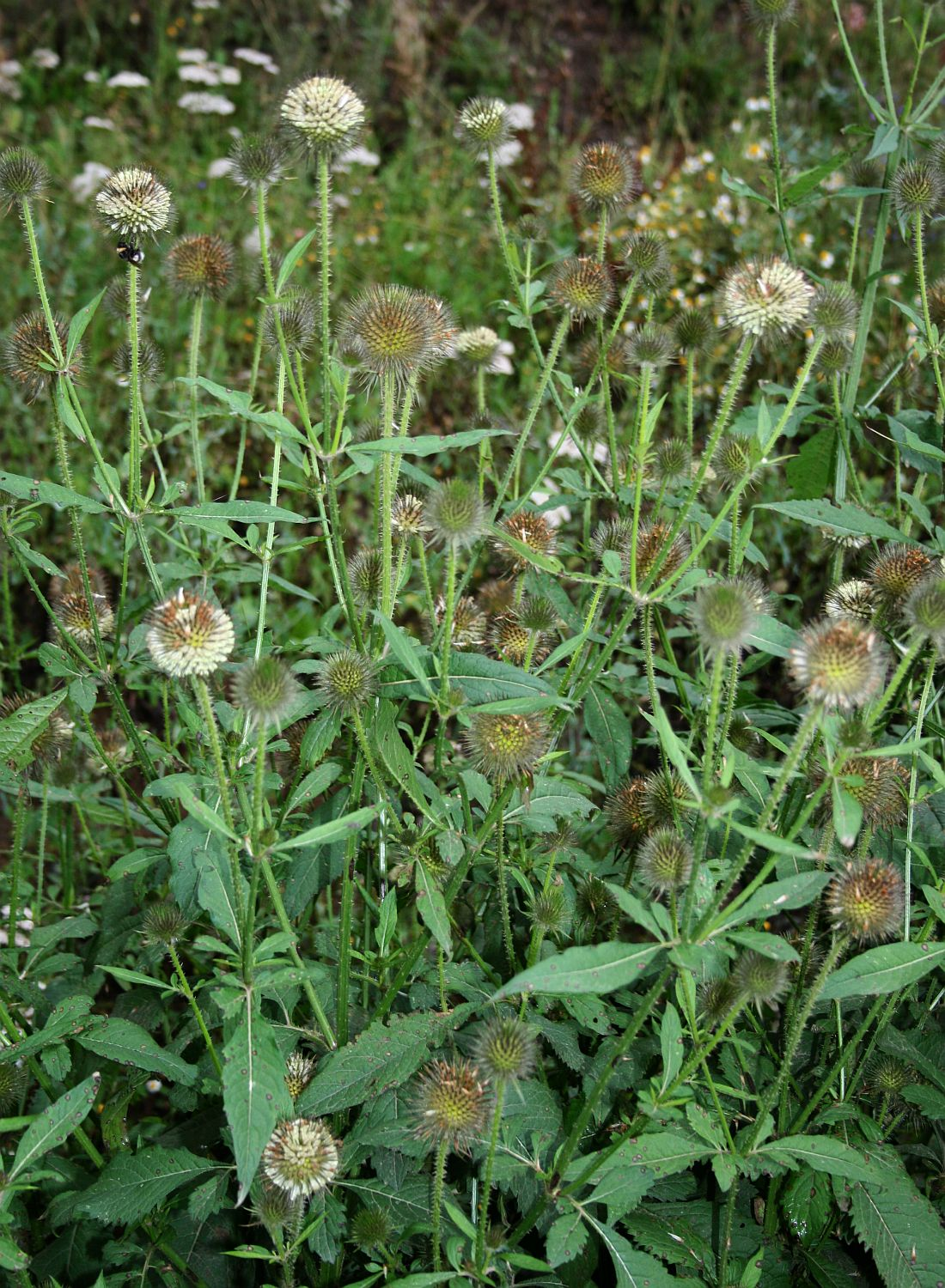
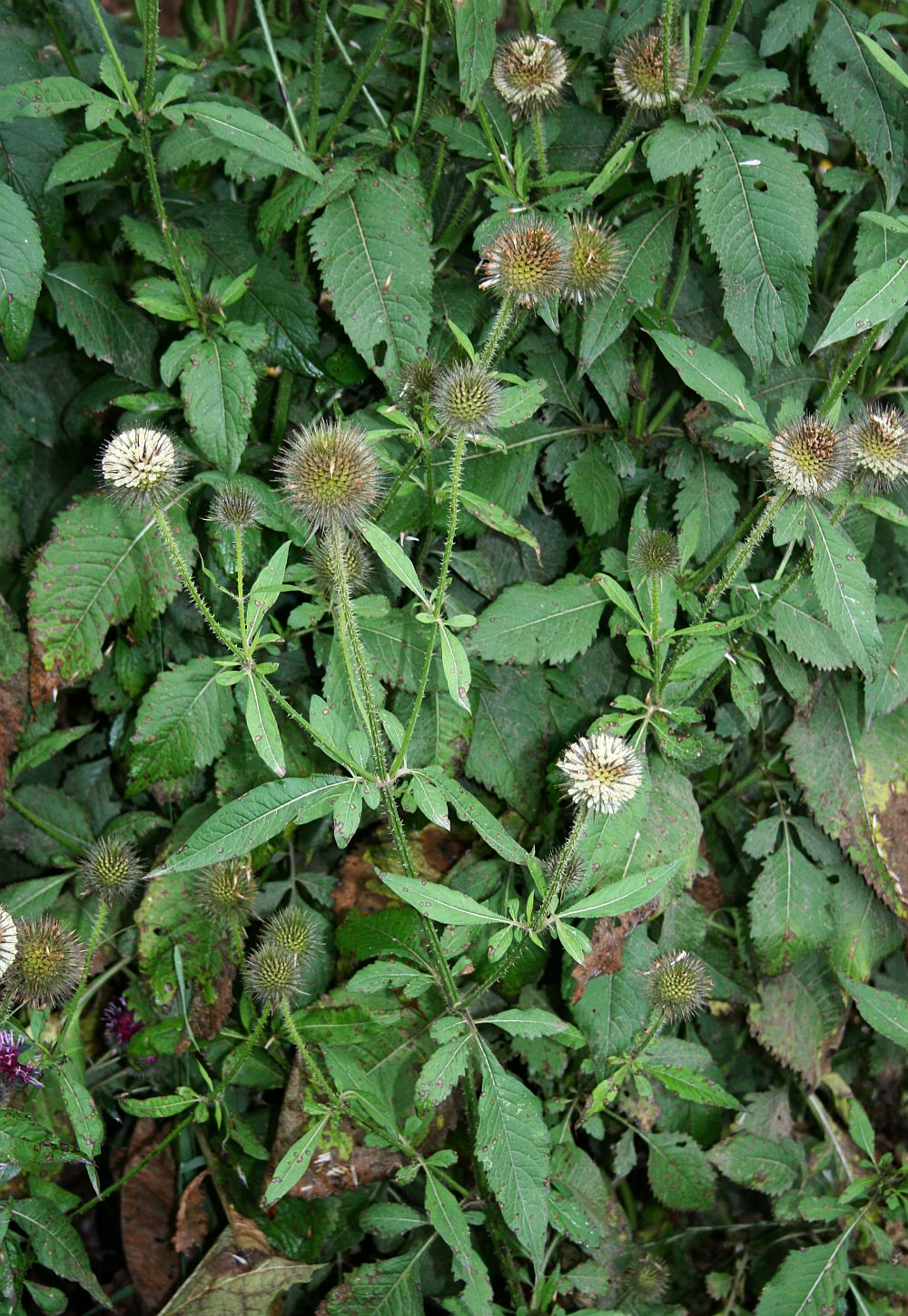
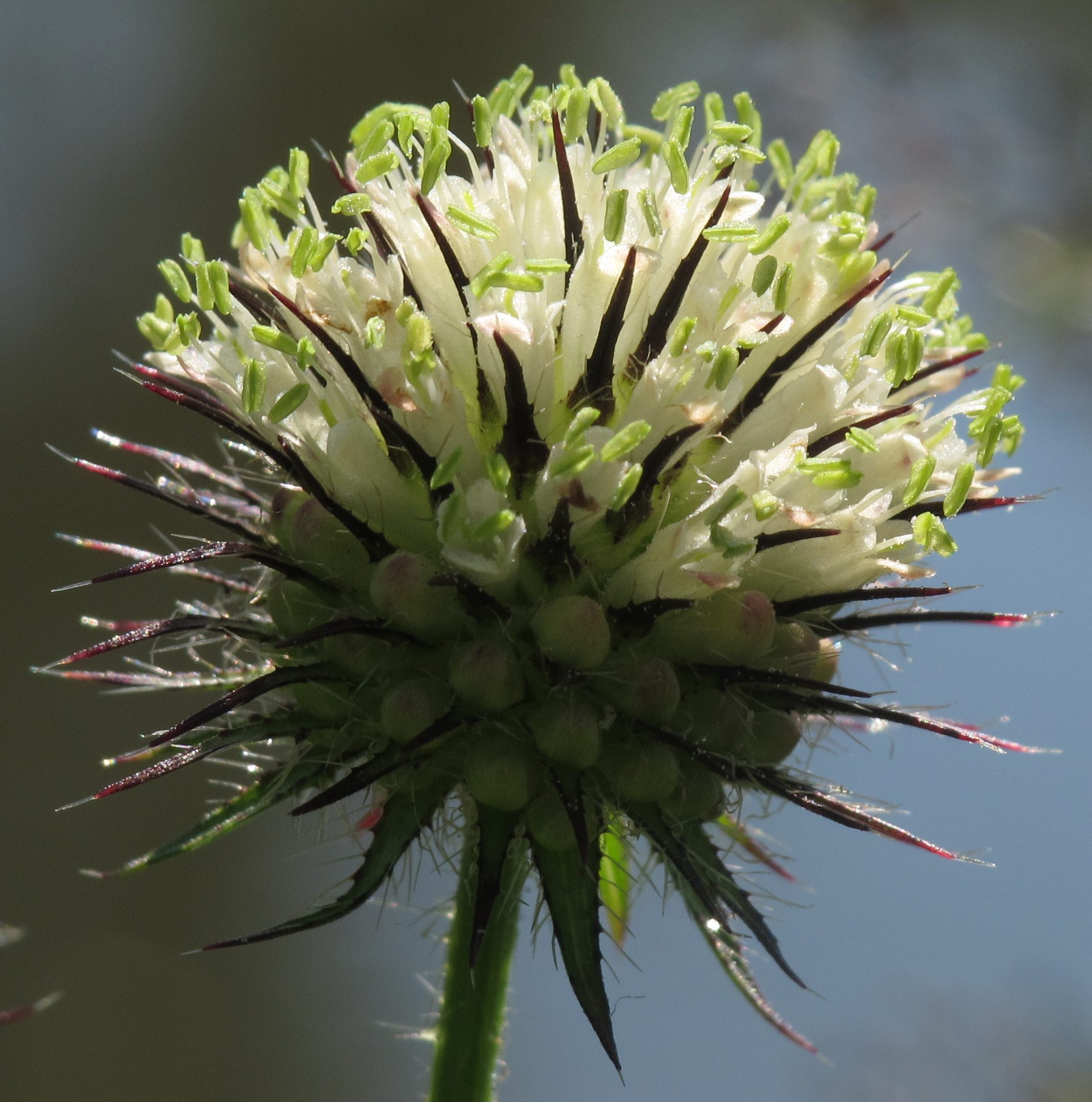